# ボレロ (ショパン)
ボレロ ハ長調 作品19は、フレデリック・ショパンが1833年に作曲したピアノ独奏曲。

## 構成
ボレロというよりも様々な要素が盛り込まれており、しかもその主部はポロネーズ風ボレロといえるものである。
曲はハ長調の即興的な序奏部と、イ短調のボレロ主部となるが、その中間部はボレロのリズムから離れホ長調や変イ長調のむしろ夜想曲と言える部分になり、しかも全体はイ長調で終結するので、全体を統合する調性は不明であり、作風は非常に気まぐれである。